# Epipsilia grisescens
Epipsilia grisescens là một loài bướm đêm thuộc họ Noctuidae. Nó được tìm thấy ở Fennoscandia, Đan Mạch cũng như Pyrenees, Alps, Apennines, Balkans và Carpathians. In the Alps it is found up to 2,000 mét.

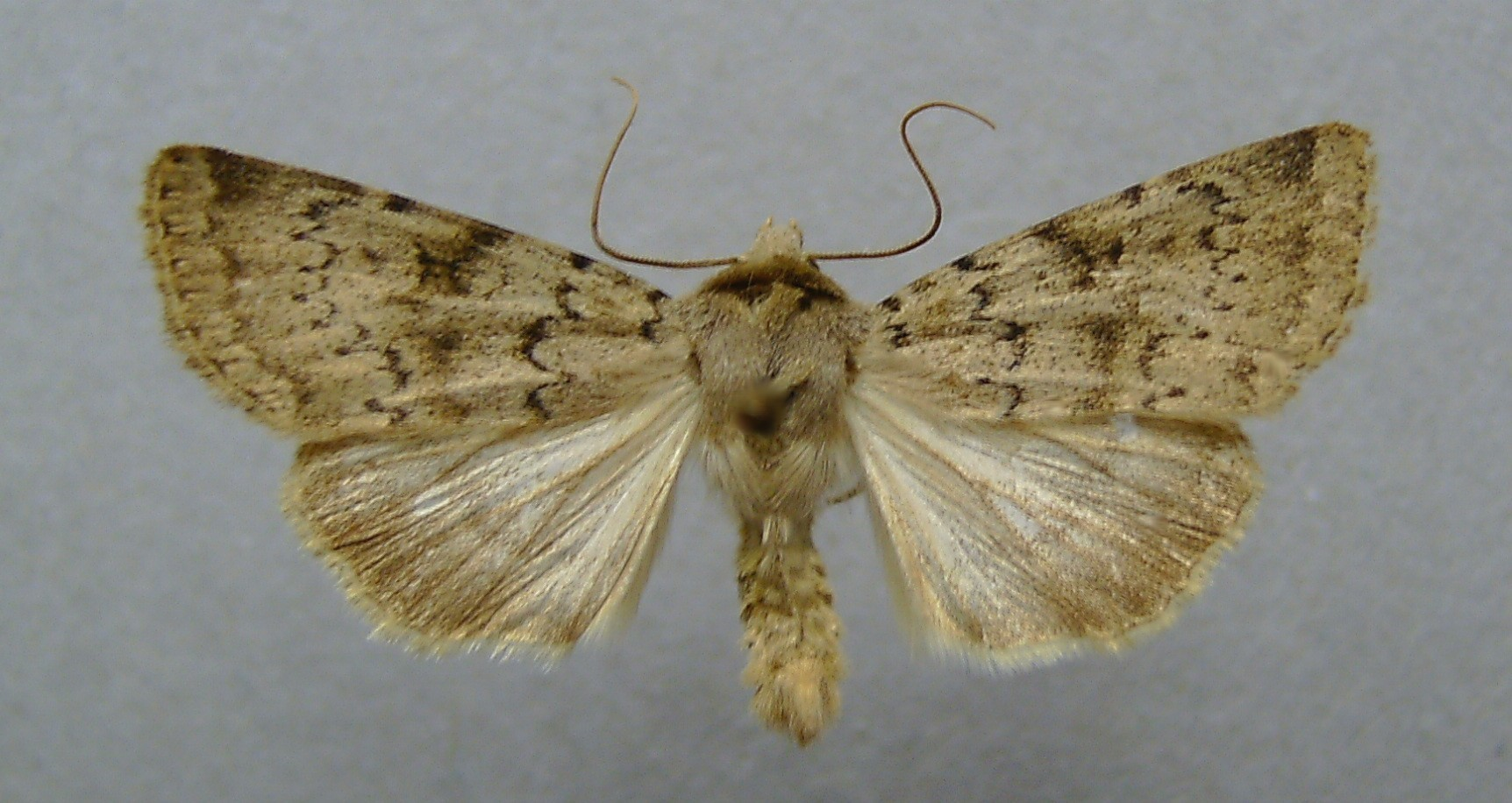

Sải cánh dài 24–34 mm. Con trưởng thành bay từ tháng 6 đến tháng 8 làm một đợt.
Ấu trùng ăn các loài Festuca.

## Phụ loài
- Epipsilia grisescens grisescens (Pyrenees, Alps, Apennines, Balkans, Carpathians)
- Epipsilia grisescens septentrionalis (Fennoscandia, Đan Mạch)